# Embres-et-Castelmaure
Embres-et-Castelmaure è un comune francese di 163 abitanti situato nel dipartimento dell'Aude nella regione dell'Occitania.

## Società

### Evoluzione demografica
Abitanti censiti